# Coracias spatulatus
Coracias spatulatus (Trimen, 1880) è un uccello della famiglia Coraciidae. È comunemente nota come ghiandaia marina coda a racchetta.